# Möcklasjö (Kråksmåla socken, Småland)
Möcklasjö är en sjö i Nybro kommun i Småland och ingår i Alsteråns huvudavrinningsområde. Sjön är 2,8 meter djup, har en yta på 1,15 kvadratkilometer och befinner sig 122 meter över havet. Sjön avvattnas av vattendraget Älebäcken.

## Delavrinningsområde
Möcklasjö ingår i det delavrinningsområde (632621-150428) som SMHI kallar för Utloppet av Möcklasjö. Medelhöjden är 131 meter över havet och ytan är 7,14 kvadratkilometer. Det finns inga avrinningsområden uppströms utan avrinningsområdet är högsta punkten. Älebäcken som avvattnar avrinningsområdet har biflödesordning 4, vilket innebär att vattnet flödar genom totalt 4 vattendrag innan det når havet efter 66 kilometer. Avrinningsområdet består mestadels av skog (82 procent). Avrinningsområdet har 1,15 kvadratkilometer vattenytor vilket ger det en sjöprocent på 16,1 procent.